# Ben Old
Benjamin Craig Old (ur. 13 sierpnia 2002 w Auckland) – nowozelandzki piłkarz grający na pozycji pomocnika w klubie Wellington Phoenix oraz reprezentacji Nowej Zelandii. 

## Kariera
Zawodnik całą swoją karierę spędził w Wellington Phoenix. Początkowo grał w drugim zespole, a od 2021 w pierwszej drużynie. Był wypożyczony do Lower Hutt City AFC.
W reprezentacji Nowej Zelandii zadebiutował 18 marca 2022 w meczu z Papuą-Nową Gwineą. Został powołany na Puchar Narodów Oceanii 2024. Tam zdobył swoją pierwszą bramkę w kadrze w starciu z Vanuatu.